# Chilemutilla aptera
Chilemutilla aptera  (лат.) — вид ночных ос-немок рода Chilemutilla из подсемейства Sphaeropthalminae. Эндемик Чили (песчаные дюны в 30 км от берега моря, Баиа-Инглеса (исп., провинция Копьяпо, область Атакама). Длина тела 4 мм. Голова и мезосома коричневато-оранжевая, метасомальные сегменты красновато-чёрные, ноги коричневые. Тело покрыто беловатыми волосками. Оцеллии мелкие. Нотаули отсутствуют. Самцы бескрылые, и это первые подобные самцы ос-немок из Южной Америки (ранее это был последний материк, откуда такие примеры не были известны). Вид был описан в 2007 году панамскими энтомологами Роберто Камброй (Roberto Cambra) и Диомедесом Куинтеро (Diomedes Quintero, Museo de Invertebrados G. B. Fairchild, Universidad de Panama, Панама). Видовое название — aptera, происходит от латинского aptera и означает «бескрылый».